# Llorenç Torrent i Verbon
Llorenç Torrent i Verbon (Tortellà, 8 de setembre del 1918 - Argelaguer?, 2004) fou un escriptor i promotor cultural especialment del món de la sardana.
Sastre-modista de professió, el 1956 es va establir a Ceret. Sardanista empedreït, va quedar corprès en veure que allà gairebé ningú no sabia puntejar la sardana, a excepció dels exiliats catalans. I així va començar la que seria una de les seves grans tasques, l'ensenyament de la sardana a infants i grans. Fundador del Foment de la Sardana de Ceret i president fins al 1970, va ser ell qui proposà la creació del Clauer de les Ciutats Pubilles el 1961. El 1962, la seva filla Rita Torrent va ser nomenada Pubilla Universal de la Sardana durant el pubillatge de Ceret. L'any 1967 va ser-li atorgada la Medalla al Mèrit Sardanista; i el 15 de juny del 1969 li fou atorgada la Rosa d'Or d'Anglès. El 1990, en reconeixement de la seva tasca de difusió i divulgació de la sardana als Pirineus Orientals, li era concedit el Premi de la Vila de Perpinyà. A més de la seva trajectòria sardanista, participà en diversos certàmens literaris, entre els quals el Prudenci Bertrana on el 1990 assolí el tercer lloc.